# آبشار کنت
آبشار کنت (به انگلیسی: Kent Falls) آبشاری است که در کانتیکت، ایالات متحده آمریکا واقع شده و ارتفاع کلی ریزشگاه آن 250 feet است.